# Carhart Steam
Der Carhart Steam war ein früher US-amerikanischer Dampfwagen.
Dr. John W. Carhart († 1914), ein Arzt und Methodisten-Prediger aus Saratoga Springs (New York), hatte bereits ein Dampfboot nach seinen Plänen bauen lassen. Nach einem Umzug nach Racine (Wisconsin) eröffnete er eine Arztpraxis, erkrankte aber bald darauf. Während seiner langen Rekonvaleszenz beschäftigte er sich mit dem Bau eines Dampfwagens, der 1871 fertiggestellt wurde. Für die Konstruktionspläne holte er sich die Unterstützung seines Bruders H. S. Carhart, Physikprofessor an der Northwestern und später der Michigan State University.

## Konstruktion
Den Dampfkessel produzierte der Feuerwehr-Ausstatter Button Fire Engine Works in Waterford (New York). Das Projekt wurde von George Slauson unterstützt, einem wohlhabenden Bürger von Racine, der eine seiner Scheunen zur Einrichtung einer Werkstatt bereitstellte. in der Eisengießerei der im Ort ansässigen J. I. Case Threshing Machine Company wurden Gussformen nach Carharts Plänen hergestellt und Komponenten insbesondere für die Dampfmaschine und Antriebsteile gegossen beziehungsweise gefräst.
Schnell hatte das Fahrzeug auch einen Übernamen: Spark („Funke“). Es hatte vorn und hinten Kutschenräder unterschiedlicher Größe. Carhart konzipierte den Antrieb samt stehendem Heizkessel im Heck. Dadurch war die leichte Sitzbank für zwei Personen weit vorgerückt. Gelenkt wurde mit einem Hebel. Da kein Stand für einen Heizer vorgesehen war, ist davon auszugehen, dass der Fahrer auch Heizer („Chauffeur“) war und zum Feuern jeweils anhalten musste. Das Fahrzeug soll eine Geschwindigkeit von 10 mph (etwa 16 km/h) erreicht haben.

## Verbleib
J. W. Carhart praktizierte später in Texas. Er kündigte um 1900 an, dass er einen weiteren Dampfwagen bauen wolle; darüber ist jedoch nichts weiter bekannt. Er verstarb am 21. Dezember 1914. Die Existenz des Spark ist bis 1942 belegt. Möglicherweise wurde das Fahrzeug im Rahmen einer der nationalen Verschrottungsaktionen ("Scrap Runs") dem Recycling zugeführt; solche Veranstaltungen sollten die Bevölkerung dazu motivieren, insbesondere für die Rüstungsindustrie wichtige Altmetalle zu sammeln. Vom Fahrzeug ist mindestens ein Foto und eine etwas launige Beschreibung durch John Carhart erhalten:
„Seit damals habe ich gelegentlich das Donnern von zum Start aufgereihten Rennmotoren gehört, aber, offen gestanden, nicht einmal Disbrows Jay-Eye-See konnte damit bezüglich der wirklich ruhestörerischen Qualitäten mithalten. Natürlich wurde die Sache durch die eingebaute Dampfpfeife nicht besser. Es dauerte jeweils nicht lange, bis wir die Straße ganz für uns allein hatten, weil die Bürger, kaum hatten sie den Spark gesehen, überzeugt davon waren, dass er gleich explodieren würde. Ich vermute, dass dies der Grund dafür war, dass wir kaum Flüchtende antrafen und bei unserer ersten Ausfahrt kein Opfer zu beklagen war.“
Anscheinend gab es auch keine ausreichende Verkehrsüberwachung. Als der Spark ein J.J. Case gehörendes wertvolles Trabrennpferd so erschreckte, dass es durchging und sich dabei ein Bein brach, ordnete die Stadtverwaltung ein Fahrverbot für das Dampfauto auf öffentlichen Straßen an.

## Folgen

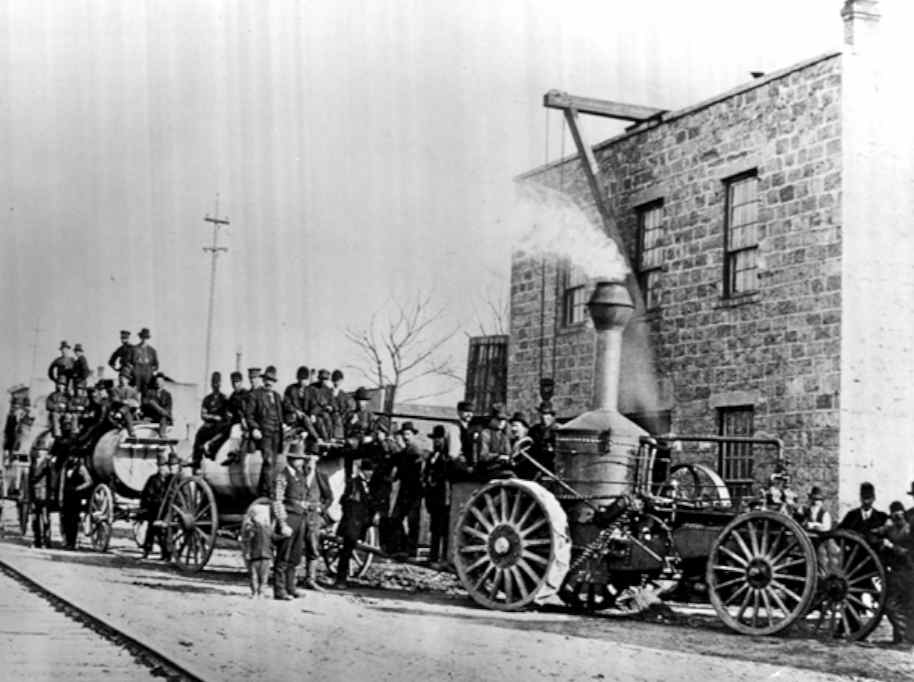
Der Oskosh Steam Buggy mit Wassertankwagen und Mannschaft

Entgegen der Beschreibung des Doktors funktionierte das Fahrzeug so überzeugend, dass der Bundesstaat Wisconsin 1873 ein hohes Preisgeld von US$ 10.000 aussetzte für jeden Bürger des Staats, der einen „billigen und praktischen Ersatz für Pferde und andere Tiere auf dem Highway und der Farm“ erfände.
Die Fahrt fand im Juli 1878 tatsächlich statt und ging als Wisconsin reliability trial in die Automobilgeschichte als der erste belegte Wettbewerb unter pferdelosen Fahrzeugen ein. Die Zuverlässigkeitsfahrt mit „Sonderprüfungen“ führte über 201 Meilen (323,5 km) und wurde zwischen dem Oshkosh Steam Wagon und dem Green Bay Steamer ausgetragen. Der Oshkosh gewann, nachdem der Green Bay bereits nach kurzer Zeit durch einen Unfall ausgefallen war.
J. W. Carhart hätte gerne selber am Rennen teilgenommen, musste aber aus gesundheitlichen Gründen darauf verzichten.

## Würdigung
Die Carharts konstruierten ihr zwar einfaches, aber funktionstüchtiges Fahrzeug noch zwei Jahre bevor Amédée Bollée Vater (1844–1917) in Frankreich mit seinen wegweisenden Arbeiten begonnen hatte.
Als die J. I. Case Threshing Machine Company 1911 die Pierce Motor Company in Racine übernahm und den Pierce-Racine (nicht zu verwechseln mit dem bekannteren Pierce-Arrow) leicht überarbeitet als Case auf den Markt brachte, erwähnte sie gerne ihre Erfahrung mit einem der ersten funktionstüchtigen Automobile der USA und beanspruchte sogar für sich, mit dem  Carhart Steam das erste Auto in den USA gebaut zu haben. Dies ließe sich allerdings auch dann nicht aufrechterhalten, wenn man darüber hinweg sähe, dass bei Case nur Teile und Komponenten angefertigt wurden. Als erstes kommerziell hergestelltes Auto der USA gilt der Duryea Motor Buggy von 1893.

## Frühe US-Automobile (Auswahl)
- Orukter Amphibolos (1803–1804) von Oliver Evans
- Dudgeon Steam Wagon (1857 und 1866)[8]
- George Baldwin Selden Road Engine (1877–1878)
- Oshkosh Steam Wagon (1877–1878)
- Green Bay Steamer (1878)
- Brayton Omnibus (Straßenbahn mit Verbrennungsmotor, 1878–1879)
- Long Steam Tricycle (ca. 1880)[9]
- Morrison Electric (1890)[10]
- Morris & Salom Electrobat (1893–1897)[10]
- King Runabout (1895–1896)
- Ford Quadricycle (1896)